# Antoine Parmentier

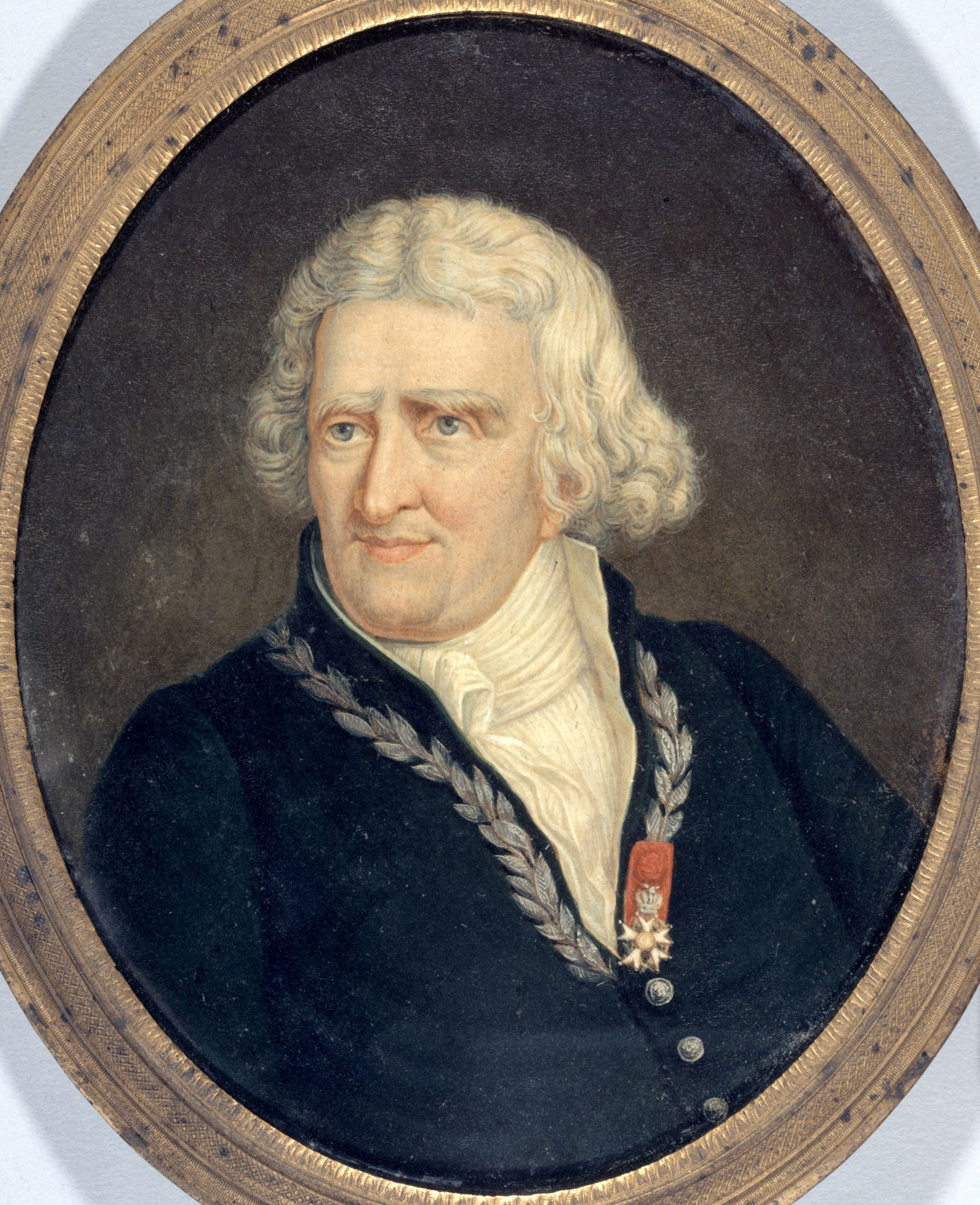
Antoine Parmentier

Antoine Augustin Parmentier, född 12 augusti 1737 i Montdidier, död 17 december 1813 i Paris, var en fransk farmaceut. 
Parmentier blev 1796 medlem av Institut de France och var under konsulatet (1799–1804) generalinspektör för medicinalväsendet. Då hungersnöden 1769 föranledde utfästandet av ett pris för den bästa anvisning på surrogat för bröd, vann Parmentier detta pris genom en skrift över potatisodling. Under kontinentalsystemets dagar införde han väsentliga förbättringar i betsockerfabrikationen. Han gjorde sig även mycket förtjänt om en förbättrad anordning av fältlasaretten.